# قسطنطين الثاني (إمبراطور)
قسطنطين الثاني  (337-316م] (Constantine II) إمبراطور الأمبراطورية الرومانية (337-340) امبراطور بلاد الغال وبريطانيا وإسبانيا. ابن قسطنطين الأول البكر